# 신그리스 라디오 인터넷 텔레비전
신그리스 라디오 인터넷 텔레비전(그리스어: Νέα Ελληνική Ραδιοφωνία, Ίντερνετ και Τηλεόραση, ΝΕΡΙΤ)은 그리스의 공영 방송으로, 2013년 6월 11일에 폐국된 그리스 국영 방송(ERT)를 대신하여 2014년 5월 4일에 새로 설립된 방송국이다. 2015년 6월 11일 그리스 국회 결정에 따라 오전 6시를 기해 폐국되었다.

## 역사
2013년 6월 11일 그리스 정부는 ERT를 폐쇄하고, 새로운 조직으로 구성된 NERIT라는 새 공영 방송을 설립하기로 발표하였다. 그날 밤 정부는 그리스의 ERT 송신을 중단하였다. ERT의 직원들은 이 조치에 반발하여 본부를 떠나지 않고 인터넷을 통해 ERT 방송을 유지했다.
2013년 7월 10일, 28일 동안 정파 상태였던 ERT의 디지털 텔레비전 채널 자리에 ΕΔΤ (Ελληνική Δημόσια Τηλεόραση - Elliniki Dimosia Tileorasi - 그리스 공영 텔레비전)이라는 방송을 시작하였다. 몇 시간 뒤 명칭을 ΔΤ (Δημόσια Τηλεόραση - Dimosia Tileorasi - 공영 텔레비전)으로 변경하였다.
그리고 2013년 9월 26일 라디오 방송도 Ελληνική Δημόσια Ραδιοφωνία (Elliniki Dimosia Radiofonia - 그리스 공영 라디오 방송)라는 이름으로 방송을 시작하였다.
2014년 5월 4일 오후 6시에 NERIT라는 이름으로 방송을 시작하였다. 3개의 TV채널과 3개의 라디오 채널을 운영하였으며, 1개의 TV채널과 3개의 라디오의 추가적인 개국을 준비하고 있었다.
그러나 국회의 ERT 부활 법이 통과됨에 따라, 2015년 6월 11일 새벽 6시를 기해, ERT가 다시 방송을 시작하면서 NERIT는 모든 주파수 대역을 ERT에게 넘겨주고 방송을 종료하였다.

## 방송 서비스

### 텔레비전
- N1 (NERIT 1) : 제1 채널로, 뉴스와 시사를 중심으로 편성했다.
- N Plus (NERIT Plus) : 2015년 1월 1일에 개국했던 제2 채널로, 교양, 어린이, 스포츠를 중심으로 편성했다.
- N (NERIT HD) : HD 채널로, N1과 N Plus의 일부 프로그램을 HD로 방송했다.
- N Sports(NERIT 스포츠) : 스포츠 중계를 중심으로 편성했다. 스포츠 중계가 없을 때는 N1의 프로그램을 재방송한다. 2015년 1월 1일 NERIT Plus로 대체되었다.

이 외에 국제방송인 N World(NERIT World)가 계획되었다.

### 라디오
- Πρώτο Πρόγραμμα(First Programme) : 제1채널. 민속 음악, 스포츠, 뉴스 등을 방송했다.
- Δεύτερο Πρόγραμμα (Second Programme) : 제2채널. 그리스 음악, 교양, 문화 등을 방송했다.
- Τρίτο Πρόγραμμα(Third Programme) : 제3채널. 클래식 음악, 라디오 드라마 및 교양, 문화 등을 방송했다.
- Κόσμος(Kosmos) : 제4채널. 세계 음악을 중심으로 방송했다.
- NERIT Macedonia : 마케도니아를 가청권으로 한 지역 방송.

이 외에 제5채널(해외 거주 그리스인 대상 채널), 제6채널(그리스를 방문한 외국인 대상 채널)이 계획되었다.

### 인터넷
NERIT의 공식 웹사이트는 두 곳이 있었으며, 하나는 그리스어로 제공되는 메인 사이트로 뉴스 등 세계, 과학, 문화, 스포츠 정보가 제공되고 각 방송의 시청 및 청취를 제공하였다. 다른 하나는 영어로 제공되며 방송국 소개 및 조직 정보를 제공하였다.

## 자금 조달
NERIT는 전기 요금과 함께 3유로의 수신료를 받았다. 그리고 매달 1억 8천만 유로의 자금을 그리스 정부에서 지원받았다.